# Єврейська бригада
Єврейська піхотна бригадна група (англ. Jewish Infantry Brigade Group), більше відома як Єврейська бригадна група або Єврейська бригада (англ. Jewish Brigade, івр. הַבְּרִיגָדָה הַיְּהוּדִית) — військове формування британської армії, яке брало участь у Другій світовій війні. 
Бригаду було створено наприкінці 1944 року. Бійців для неї набирали серед євреїв ішуву з підмандатної Палестини, командували нею офіцери з британських євреїв. Підрозділ приєднався до британської 8-мої армії у листопаді 1944 року, у березні-квітні 1945 року брав участь в останніх етапах Італійської кампанії, зокрема у Весняному наступі, і був розформований у 1946 році.
Штандартом бригади був сіоністський прапор. Вона мала в складі понад 5000 єврейських добровольців з підмандатної Палестини, організованих у три піхотні батальйони Палестинського полку та кілька допоміжних підрозділів. 
- 1-й батальйон Палестинського полку
- 2-й батальйон Палестинського полку
- 3-й батальйон Палестинського полку
- 200-й польовий полк (Королівська артилерія)

Після війни деякі члени бригади допомагали тим, хто пережив Голокост, нелегально, всупереч британським обмеженням, емігрувати до підмандатної Палестини в рамках Алії Бет. Інші учасники сформували групи помсти Нокмім, Ґмуль та TTG, дві останніх з яких вбили сотні німецьких, австрійських й італійських воєнних злочинців. Також було щонайменше два випадки, коли ветерани бригади були причетними до вбивства євреїв-капо. 
Після проголошення незалежності Ізраїлю багато членів Єврейської бригади служили в Армії оборони Ізраїлю під час арабо-ізраїльської війни 1948 року. Багато ветеранів служили високопоставленими офіцерами в ізраїльській армії, 35 з них стали генералами. 

## Галерея

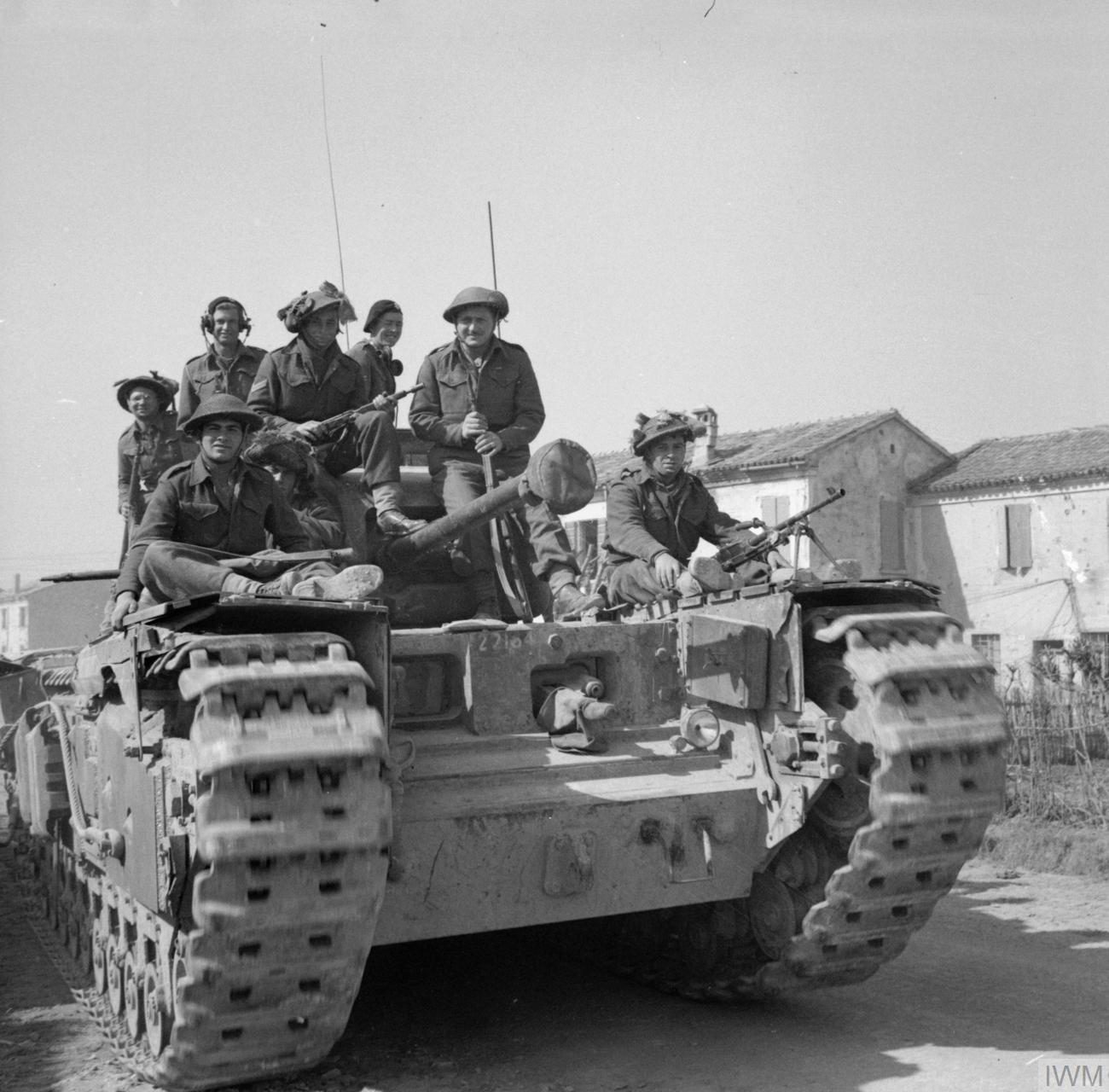
Члени Єврейської бригади їдуть на танку Черчілль у Північній Італії, 14 березня 1945 року.
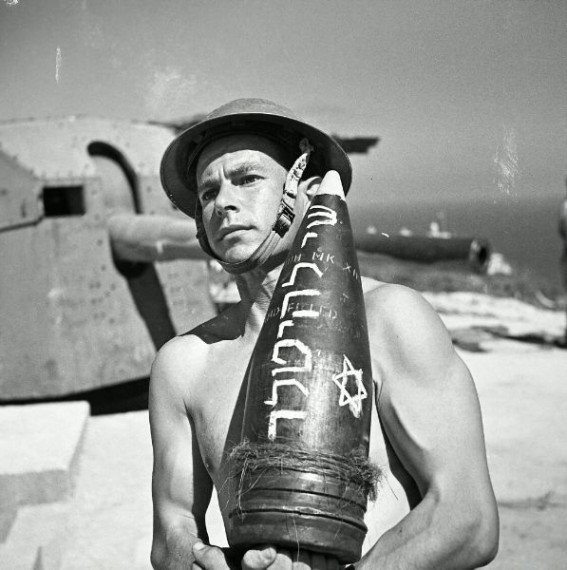
Джозеф Вальд, солдат єврейської бригади, несе артилерійський снаряд. Напис на івриті перекладається «Подарунок Гітлеру».
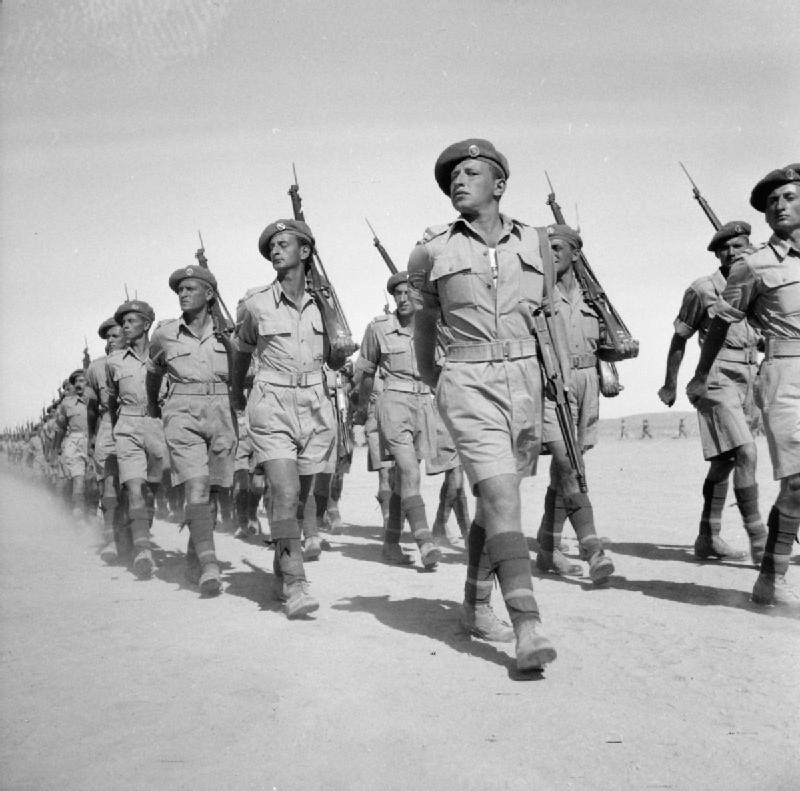
1-й батальйон Єврейської бригади на параді
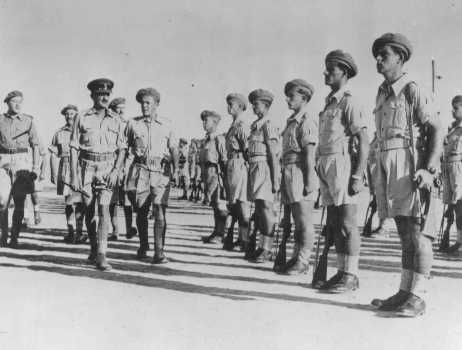
Бригадир Ернест Бенджамін, командир Єврейської бригади, інспектує 2-й батальйон у Палестині, жовтень 1944 року.
Стрічку добровольця в Ізраїлі вручали членам Єврейського легіону Першої світової та Єврейської бригади Другої